# Rezervația peisagistică Țigănești
Rezervația peisagistică Țigănești este o arie protejată, situată între satele Bravicea și Săseni din raionul Călărași, Tabăra din raionul Orhei și Țigănești din raionul Strășeni, Republica Moldova (ocolul silvic Bravicea, Bravicea, parcelele 57, 59-65, 67, 77, 79, 80). Are o suprafață de 680 ha. Obiectul este administrat de Întreprinderea Silvică Călărași.

## Caracteristici geografice
Rezervația include un complex de hârtopuri pe versantul stâng al râului Ichel. Este situată în așa-zișii Codri, la nord de satul Țigănești, pe un platou înconjurat de versanți cu diferite expoziții, preponderent sud-vestică și nord-estică. Altitudinea variază între 140 și 310 m. Solurile sunt preponderent cenușii de pădure (tipice), dar au fost identificate și soluri pseudogleizate și cenușii deschis. Se întâlnesc sectoare de luncă mlăștinoasă și izvoare de apă.

## Clasificare

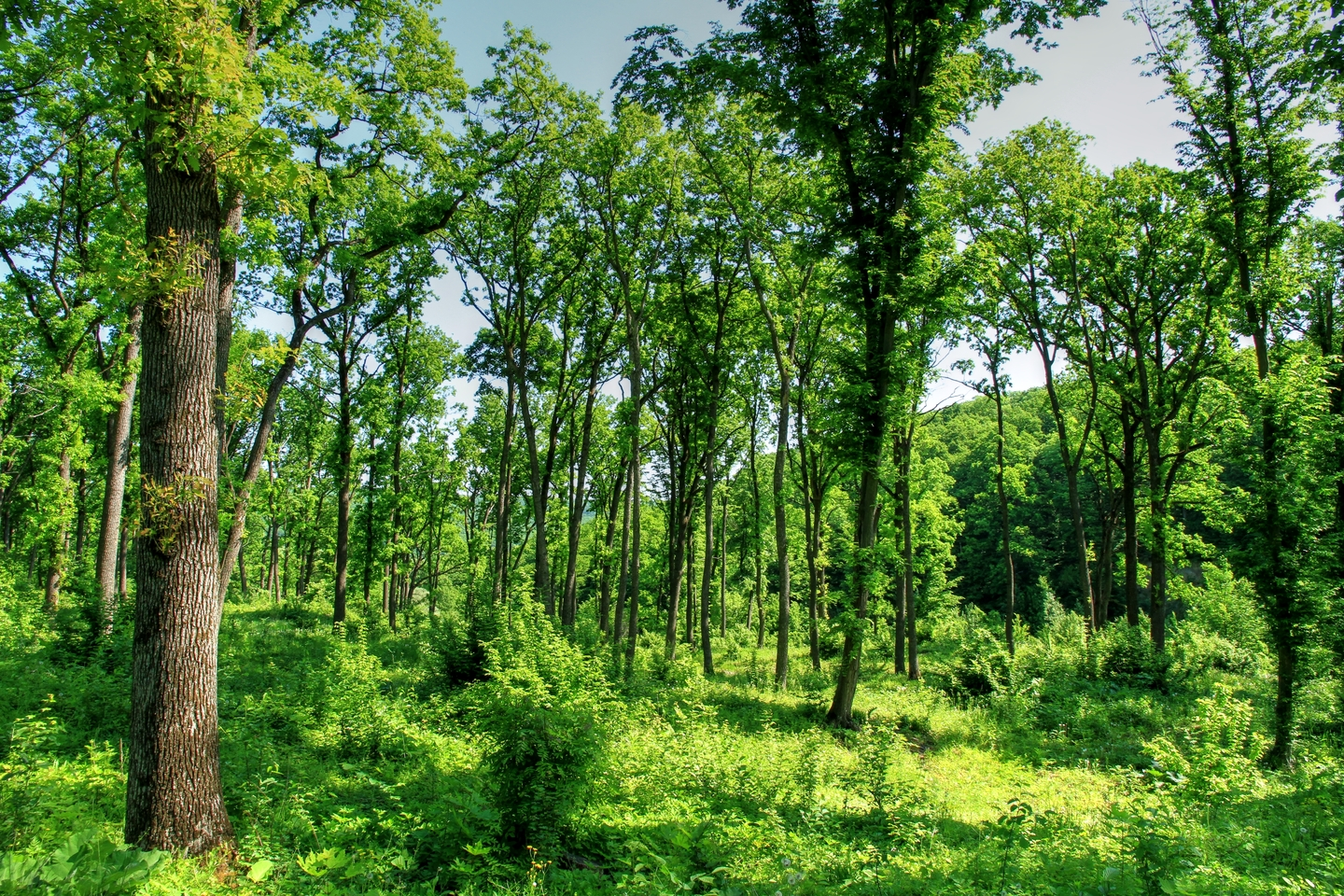
Biodiversitatea rezervației: arboret, arbuști și ierburi

Aria naturală  a fost încadrată în etajul deluros de cvercete și șleauri de deal (FD2) cu trei tipuri de stațiune:
- deluros de cvercete cu gorunete, goruneto-șleauri, productivitate superioară/mijlocie, soluri cenușii, edafic mare;
- deluros de cvercete cu șleauri cu gorun, productivitate superioară/mijlocie, sol cenușiu pseudogleizat, brun argiloiluvial, pseudogleizat, edafic mare;
- deluros de cvercete cu stejărete-plopișuri de luncă, sol cenușiu gleizat, edafic mare.

Au fost identificate 5 tipuri de pădure:
- gorunet normal cu floră de mull, productivitate superioară;
- gorunet cu floră de mull de productivitate mijlocie;
- goruneto-șleau de productivitate superioară;
- goruneto-șleau de productivitate mijlocie;
- șleau plopiș de luncă din regiunea de dealuri, productivitate superioară.

## Diversitate floristică
Categorii de biomorfe
     hemicriptofite (51%)
     geofite (18%)
     fanerofite (15%)
     terofite (13%)
     altele (3%)
Compoziția geoelementelor
     eurasiatice (47,5%)
     europene (18,3%)
     central-europene (15%)
     orientale (9,3%)
     adventive (8,6%)
     altele (1,3%)
Clasificarea plantelor după preferințele față de umiditatea solului
     mezofite (42,6%)
     xeromezofite (34%)
     mezohigrofile (8,9%)
     altele (14,5%)
…față de temperatura aerului
     micro-mezoterme (68%)
     euriterme (11,2%)
     moderat-termofile și altele (20,8%)
…față de reacția solului
     slab acido-neutrofile (37%)
     euriionice (29,2%)
     acid-neutrofile (24,7%)
     altele (9,1%)

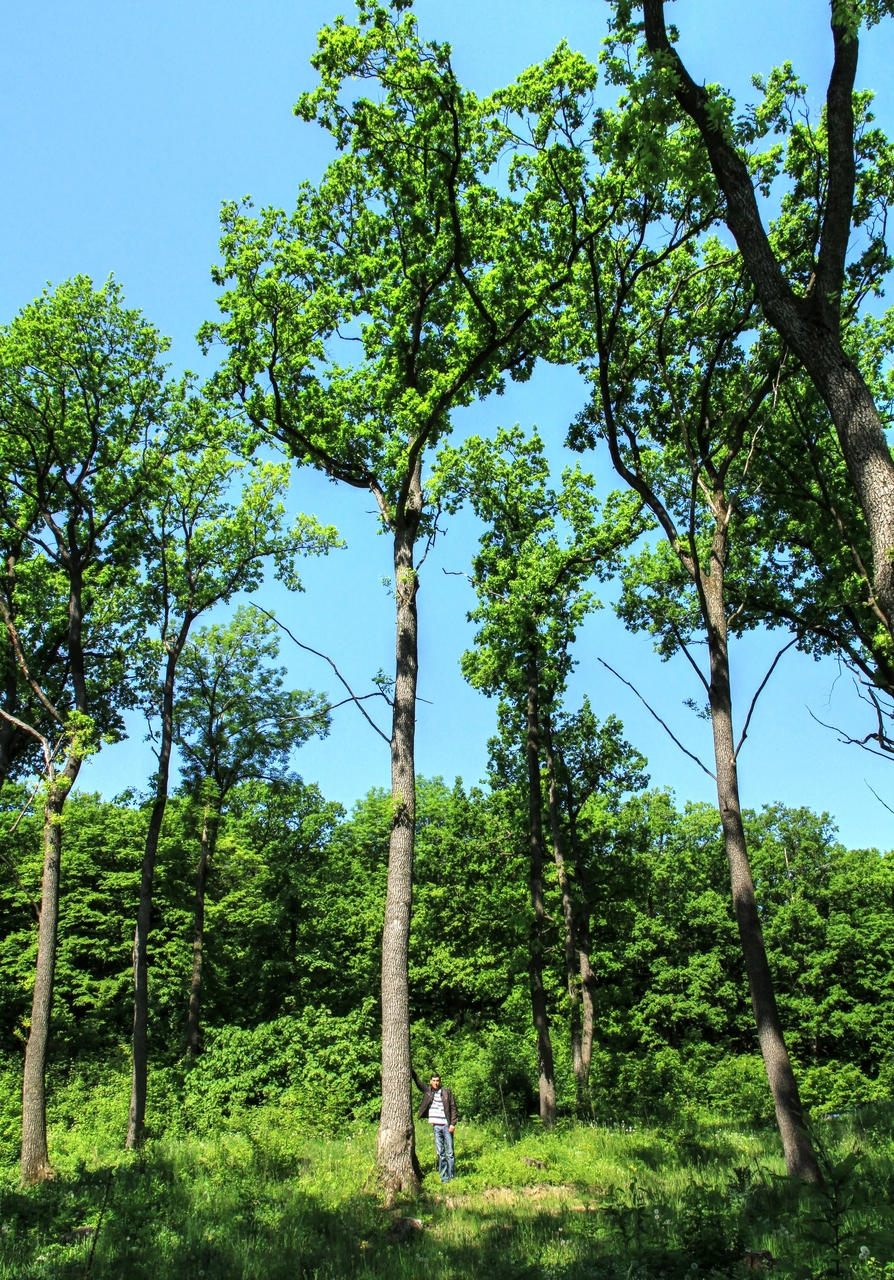
Reprezentanți ai genului Quercus

Aria protejată „Țigănești” este o suprafață de pădure cu arborete valoroase de gorun (Quercus petraea) și, mai rar, stejar pedunculat (Quercus robur), fiind astfel atribuită la categoria „ecosisteme forestiere de gorun, stejar pedunculat și fag”. Este alcătuită în mare parte de comunități forestiere, cu puține suprafețe cu vegetație ierboasă.
Au fost identificate un total de 259 specii de plante vasculare, dintre care 19 de specii de arbori, 17 de arbuști și 223 de plante ierboase.

### Arbori
Au fost identificate 19 specii de arbori. Arboretele natural fundamentale sunt dominate de gorun (Quercus petraea), participarea stejarului pedunculat (Quercus robur) fiind neînsemnată. Din alte specii cel mai răspândit este carpenul (Carpinus betulus). Etajul superior mai este populat de tei (Tilia tomentosa, Tilia cordata), frasin (Fraxinus excelsior) și cireș (Cerasus avium). Ca specii însoțitoare pot fi menționate Acer campestre, Acer platanoides, Acer tataricum, Populus tremula, Ulmus carpinifolia și Ulmus laevis. Etajul doi este populat de Malus sylvestris și Pyrus pyraster. La marginea pădurii cresc arțarul american (Acer negundo), salcia albă (Salix alba), sălcioara (Elaeagnus angustifolia) și salcâmul (Robinia pseudacacia).
Arboretele situate în cadrul ariei sunt împărțite în patru  categorii: natural fundamentale, parțial derivate, total derivate și artificiale (cultivate). Majoritatea arboretului este provenit din lăstari, relativ plurien, cu specia de bază gorun, cu vârsta medie de 65 ani (în anii 2010), cu vitalitatea normală.

#### Arboreturi natural fundamentale
Arboreturile din categoria celor natural fundamentale au fost consemnate în 18 subparcele, pe o suprafață însumând 226,5 ha, adică 33,6% din suprafața totală a rezervației.
Arboreturile natural fundamentale de gorun s-au format la altitudinea de 130-310 m, pe platouri și versanți cu expoziție sud-vestică, sudică, nordică și nord-estică. Sunt arboreturi pure de gorun de productivitate mijlocie (205-316 m³/ha), răsărite în anii 1900-1960. Predomină gorunul (Quercus petraea). A fost semnalată participarea carpenului (Carpinus betulus), teiului (Tilia tomentosa, Tilia cordata) și frasinului (Fraxinus excelsior), mai rar a cireșului (Cerasus avium), paltinului de câmp (Acer platanoides) și jugastrului (Acer campestre).
Arboreturile natural fundamentale de stejar pedunculat ocupă o singură parcelă: 60C (5 ha). Au productivitate superioară (350 m³/ha), arborii împlinind către sfârșitul anilor 2010 vârsta de 160 de ani.

#### Arboreturi parțial derivate
Există 28 de arboreturi parțial derivate de gorun în rezervație, însumând o suprafață de 216 ha — 32% din suprafața totală. Predomină carpenul, frasinul și teiul, gradul de participare a gorunului și stejarului fiind neînsemnat. Speciile însoțitoare sunt cireșul, jugastrul și paltinul de câmp. Productivitatea constituie 180-335 m³/ha.

#### Arboreturi total derivate
Cele patru arboreturi total derivate de gorun se întind pe o suprafață de 98,1 ha. Au o productivitate de 155-276 m³/ha.

#### Arboreturi artificiale
Arboreturile artificiale de stejar pedunculat au fost amenajate pe o suprafață de 21 ha, în afară de stejar fiind plantați și tei, paltini de câmp etc.
Arboreturile artificiale de gorun, de productivitate mijlocie, populează patru subparcele cu suprafața totală de 2,5 ha. Aici mai cresc carpeni, frasini, paltini de câmp ș.a.
Arboreturile artificiale de salcâm au fost plantate în stațiuni silvice, pe o suprafață de 8,4 ha. Participă gorunul. Este un arboret pur de productivitate inferioară.

### Arbuști
Rezervația peisagistică Țigănești este relativ umbroasă, de aceea stratul forestier de arbuști este modest. Lista completă a speciilor de arbuști este redată în cele ce urmează:
- Cornus mas
- Corylus avellana
- Crataegus curvisepala
- Crataegus monogyna
- Euonymus europaea
- Euonymus verrucosa
- Ligustrum vulgare
- Prunus spinosa
- Rosa canina
- Rosa pimpinellifolia
- Salix caprea
- Salix cinerea
- Salix viminalis
- Sambucus nigra
- Staphyllea pinnata
- Swida sanguinea
- Viburnum lantana

### Ierburi
Stratul de ierburi este alcătuit din 223 de specii. Majoritatea absolută (99,4%) aparține încrengăturii Magnoliophyta și doar câteva specii sunt din Pteridophyta. Listă completă este redată în cele ce urmează:
- Achillea collina
- Acinos arvensis
- Aegonychon purpureo-caeruleum
- Aegopodium podagraria
- Agrimonia eupatoria
- Agrostis stolonifera
- Ajuga genevensis
- Ajuga reptans
- Alisma plantago-aquatica
- Alliaria petiolata
- Allium rotundum
- Allium ursinum
- Alopecurus arundinaceus
- Anemone sylvestris
- Anemonoides ranunculoides
- Arctium tomentosum
- Artemisia absinthium
- Artemisia austriaca
- Artemisia vulgaris
- Arum orientale
- Asarum europaenum
- Asparagus officinalis
- Asparagus tenufolius
- Asperula odorata
- Astragalus glycyphyllos
- Ballota nigra
- Berteroa incana
- Betonica officinalis
- Bidens tripartita
- Bolboschoenus maritimus
- Bothriochloa ischaemum
- Brachypodium sylvaticum
- Bromus arvensis
- Bromus inermis
- Calamagrostis arundinacea
- Calamagrostis epigeios
- Campanula persicifolia
- Campanula trachelium
- Capsella bursa-pastoris
- Cardaria draba
- Carduus crispus
- Carex brevicollis
- Carex pilosa
- Carex riparia
- Carex sylvatica
- Centaurea jacea
- Cerinte minor
- Chenopodonium majus
- Cichorium intybus
- Circaea lutetiana
- Cirsium arvense
- Cirsium setosum
- Cirsium vulgare
- Clematis recta
- Clinopodium vulgare
- Consolida paniculata
- Convallaria majalis
- Convolvulus arvensis
- Coronilla varia
- Corydalis marschalliana
- Corydalis solida
- Cynodon dactylon
- Dactylis glomerata
- Daucus carota
- Dentaria bulbifera
- Dianthus membranaceus
- Echium vulgare
- Elytrigia repens
- Epilobium tetragonum
- Epipactis helleborine
- Equisetum arvense
- Erigeron canadensis
- Eryngium campestre
- Eupatorium cannabinum
- Euphorbia amygdaloides
- Falcaria vulgaris
- Ficaria verna
- Fragaria vesca
- Gagea erubescens
- Gagea lutea
- Gagea minima
- Gagea pusilla
- Galeobdolon luteum
- Galium aparine
- Galium odoratum
- Galium verum
- Geranium robertianum
- Geranium sanguineum
- Geum urbanum
- Glechoma hederacea
- Glechoma hirsuta
- Hedera helix
- Heracleum sibiricum
- Hieracium caespitosum
- Hieracium pilosella
- Hieracium virosum
- Hordeum leporinum
- Humulus lupulus
- Hypericum hirsutum
- Hypericum perforatum
- Inula britanica
- Inula hirta
- Inula salicina
- Iris graminea
- Iris pseudacorus
- Isopyrum thalictroides
- Juncus effusus
- Lactuca serriola
- Lamium album
- Lamium amplexicaule
- Lamium maculatum
- Lamium purpureum
- Lapsana communis
- Lathraea squamaria
- Lathyrus aureus
- Lathyrus niger
- Lathyrus tuberosus
- Lathyrus venetus
- Lavatera thuringiaca
- Leonurus cardiaca
- Lilium martagon
- Linaria genistifolia
- Linaria vulgaris
- Linum austriacum
- Lithospermum arvense
- Lotus corniculatus
- Lychnis chalcedonica
- Lycopus europaeus
- Lysimachia nummularia
- Lysimachia vulgaris
- Marrubium peregrinum
- Matricaria recutita
- Melampyrum nemorusum
- Melica picta
- Melica uniflora
- Melilotus officinalis
- Mentha longifolia
- Mercurialis perennis
- Milium effusum
- Mycelis muralis
- Myosotis arvensis
- Myosotis ramosissima
- Neottia nidus-avis
- Origanum vulgare
- Phragmites australis
- Physalis alkekengi
- Plantago lanceolata
- Plantago major
- Platanthera bifolia
- Poa angustifolia
- Poa nemoralis
- Poa pratensis
- Polygonatum latifolium
- Polygonatum multiflorum
- Polygonum amphibium
- Polygonum aviculare
- Potentilla impolita
- Potentilla recta
- Potentilla reptans
- Primula veris
- Prunella vulgaris
- Pulmonaria officinalis
- Pyrethrum corymbosum
- Ranunculus auricomus
- Ranunculus polyanthemos
- Ranunculus repens
- Ranunculus sceleratus
- Rorippa austriaca
- Rubus caesius
- Rumex acetosa
- Rumex crispus
- Rumex sylvestris
- Salvia nemorosa
- Salvia pratense
- Sambucus ebulus
- Sanicula europaea
- Scilla bifolia
- Scopolia carliolica
- Scrophularia nodosa
- Scutellaria altissima
- Sedum acre
- Sedum maximum
- Setaria viridis
- Sideritis montana
- Silene nutans
- Solanum dilcamara
- Sonchus arvensis
- Stachys annua
- Stachys recta
- Stachys sylvatica
- Stellaria holostea
- Stellaria media
- Symphytum officinale
- Symphytum tauricum
- Tanacetum vulgare
- Taraxacum officinale
- Teucrium chamaedrys
- Thlaspi arvense
- Thymus marchallianus
- Tragopogon dubius
- Trifolium fragiferum
- Trifolium montanum
- Trifolium pratense
- Trifolium repens
- Tulipa biebersteiniana
- Typha angustifolia
- Urtica dioica
- Valeriana collina
- Verbascum phlomoides
- Verbena officilanis
- Veronica austriaca
- Veronica hederifolia
- Vicia angustifolia
- Vicia dumetorum
- Vicia hirsuta
- Vinca herbacea
- Vincetoxicum hirundinaria
- Viola ambigua
- Viola mirabilis
- Viola reichenbachiana
- Viscum album
- Xanthium strumarium
- Xeranthemum annuum

Primăvara devreme înfloresc vioreaua (Scilla bifolia), brebenelul (Corydalis solida), floarea vântului (Anemonoides ranunculoides), găinușa (Isopyrum thalictroides) și grâușorul (Ficaria verna). În această perioadă gradul de acoperire cu ierburi constituie 60-90%. Ceva mai târziu, când apar frunzele pe copaci, înfloresc dentiță (Dentaria bulbifera), leurda (Allium ursinum) și lăcrămioara (Convallaria majalis). Către sfârșitul verii, gradul de acoperire al stratului ierbos se reduce până la 20%. Unele specii își păstrează frunzele și iarna: Asarum europaeum, Carex brevicollis, Carex pilosa, Euphorbia amygdaloides, Galeobdolon luteum.

### Specii rare
Au fost identificate 10 specii de plante rare, clasificate de IUCN după starea de conservare în felul următor:
- periclitate (EN): Asparagus officinalis;
- vulnerabile (VU): Asparagus tenufolius, Scopolia carliolica;
- risc mic (LC): Epipactis helleborine, Lilium martagon, Neottia nidus-avis, Platanthera bifolia, Sorbus torminalis, Staphyllea pinnata, Tulipa biebersteiniana.

Toate speciile enumerate sunt protejate de Legea nr. 1538, iar două sunt incluse în Cartea Roșie a Republicii Moldova.

### Diversitate fitocenotică
Au fost identificate patru asociații de plante. Astfel, comunitățile de gorun au fost atribuite asociațiilor Carpino-Quercetum petraeae Borza 1941 și Tilieto tomentosae-Carpinetum Doniță 1968, pădurea de stejar pedunculat a fost atribuită la asociația Querco (roboris) Carpinetum Soó et Pocs 1957, iar suprafața cu vegetație ierboasă alternând cu pâlcuri de salcie (Salix cinerea) a fost atribuită la Calamagrostio-Salicetum cinereae Soó et Zolyomi in Soó 1955.

## Statut de protecție

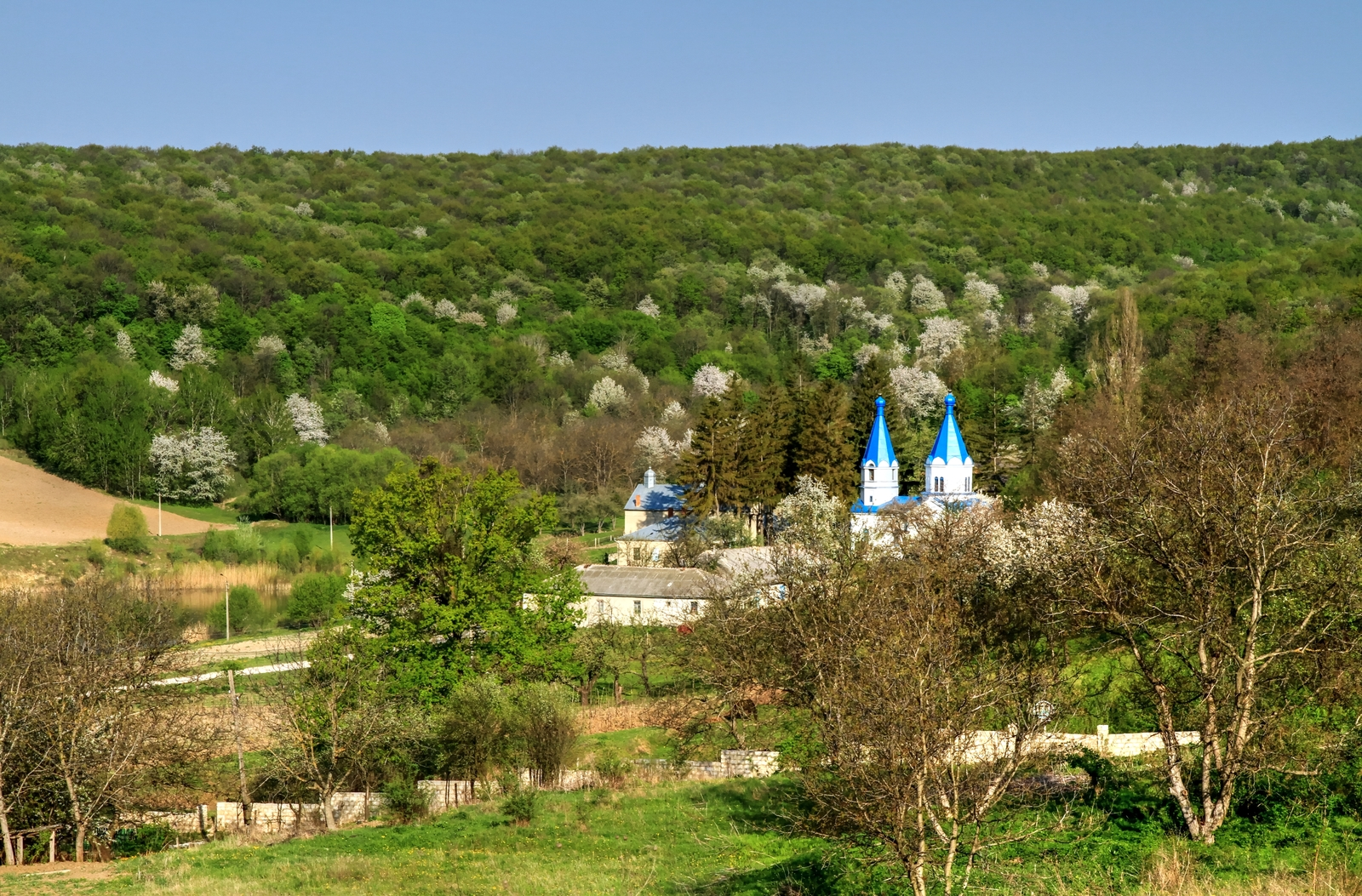
Mănăstirea Țigănești se află pe teritoriul rezervației

Rezervația beneficiază de statutul de arie protejată începând cu anul 1998, conform Legii nr. 1538 privind fondul ariior naturale protejate de stat. În anexele legii, se atestă că acestea aparțineau Gospodăriei Silvice de Stat Călărași (580 ha) și Întreprinderii Agricole „Codreanca” (100 ha). Între timp, ea a trecut integral la balanța Întreprinderii Silvice Călărași, succesoare a GSS Călărași. Rezervațiile peisagistice Țigănești și Trebujeni fac parte din Parcul Național Orhei, fondat în 2013.
Gestionarea neeficientă a arboreturilor natural fundamentale a cauzat apariție a 216 ha de arboreturi parțial derivate și 100,6 ha de arboreturi total derivate. 21 ha ale ariei protejate (subparcelele 77B, 77E-77G) reprezintă suprafețe de pădure de stejar pedunculat care crește în condiții necorespunzătoare stațiunii. Marginea pădurii este afectată de pășunatul vitelor. Stratul ierbos este de asemenea afectat în patru subparcele. Arțarul american (Acer negundo), considerat o specie invazivă în acest ecosistem, crește în două subparcele, precum și de-a lungul magistralei M14 Chișinău–Bălți.
Aria protejată are două suprafețe de vegetație care necesită atenție sporită. Este vorba de populația de Scopolia (Scopolia carniolica) din subparcela 77A și cei 90 de ari de pajiște umedă din subparcela 63N.
Pentru optimizarea conservării biodiversității, este necesară efectuarea unor lucrări de reconstrucție ecologică prin care să fie extinse suprafețele cu arboreturi similare celor natural fundamentale. Ameliorarea situației ecologice poate fi făcută prin reglementarea vizitării ariei protejate, interzicerea pășunatului, stârpirea speciei invazive Acer negundo și alte acțiuni.